# ともだち (坂本九の曲)
「ともだち」は、1965年3月5日に発売された坂本九のシングルである。

## 解説
「ともだち」は、1965年に喜劇俳優の大御所として知られた森繁久彌と伴淳三郎が小児麻痺に苦しむ少年・少女たちを救おうと手を携えて結成した芸能人チャリティー団体『あゆみの箱』のテーマソングとして発表されたものであるが、元々は後述する宮城県仙台市立西多賀小・中学校療養所分校（現在の宮城県立西多賀支援学校）のベッドスクール歌として制作された曲でもある。
1965年3月5日にレコードが発売された後、同年3月13日に日本武道館にて開催された『第2回 あゆみの箱チャリティーコンサート』にて、坂本九の歌唱で初めて披露され、大きな反響を呼んだ。
同曲は1965年の第16回NHK紅白歌合戦にて坂本が歌唱したほか、1966年の第38回選抜高等学校野球大会の入場行進曲にも選ばれた。

## 収録曲

### オリジナル盤
（全作詞:永六輔、作曲・編曲:いずみたく）
1. ともだち
2. 行ってみよう

### 1969年再発盤
1. ともだち
2. 涙くんさよなら

## 制作秘話
1964年に宮城県仙台市立西多賀小・中学校療養所分校を視察した全国社会福祉協議会の職員が、同校の児童たちが病に負けず明るく勉学生活に励んでいる姿に感銘を受けた。
その視察の際、西多賀小・中学校療養所分校の児童たちに坂本九のファンが多く、「九ちゃんに我が学校の歌を歌って欲しい」と願っていることを知った職員が、早稲田高等学校時代の同級生だった永六輔にそのことを相談したところ、永が「それはいいことだ」と賛成し、いずみたくも無償で作曲を引き受けてくれた。永が「ともだち」を作詞するにあたっては同校の児童たちから文集や手紙が寄せられたという逸話が残る。
尚、宮城県立西多賀支援学校となっている同校には永六輔自身の自筆による歌詞原稿が現在も保存されている。

## カバー
- 南こうせつ - 1997年、『坂本九トリビュートアルバム』収録。
- Re:Japan - 2001年、『look up to the sky〜明日があるさ〜』収録。
- 堂本剛 - 2001年のドラマ『ガッコの先生』においてカバー。歌唱音源は未発売。
- クミコ - 2012年、『きっとツナガル』収録。
- 金丸淳一 - 2018年6月27日、配信限定アルバム『STRANGER IN PARADISE（ストレンジャー・イン・パラダイス）』収録